# LG LHB745
Az LHB745 az LG 3D Blu-ray házimozi rendszere, 5.1 csatornás, 1200W-os hangzással. A készülék kiegészítőként hangeszközként szolgál televíziók mellé. A házimozi különlegessége, hogy aramidszálas membránok segítségével minimálisra csökkenti a hangok torzítását.

## Főbb paraméterek
- Csatornák száma: 5.1
- RMS kimeneti teljesítmény – Összteljesítmény: 1200W
- RMS kimeneti teljesítmény - Első sugárzó: 194W x 2
- RMS kimeneti teljesítmény - Center sugárzó: 194W
- RMS kimeneti teljesítmény - Hátsó sugárzó: 194W
- RMS kimeneti teljesítmény – Mélynyomó: 230W
- Méret – Fejegység: 360 x 60,5 x 29 mm
- Méret – Mélynyomó: 191 x 388,5 x 318
- Méret – Első sugárzó: 290 x 1150 x 290mm
- Méret – Center sugárzó: 342,5 x 86 x 87 mm
- Méret – Hátsó sugárzó: 100,5 x 148 x 95 mm
- Hang: Dolby Prologic II, Dolby Digital, Dolby Digital +, Dolby TrueHD, DTS, DTS HD
- Csatlakozók: HDMI ki- és bemenet, Audio B / J bemenet, Optikai bemenet, USB csatlakozó, FM Radio Antenna, Ethernet
- Támogatott formátumok: BD-ROM / BD-R / BD-RE, DVD-R / DVD-RW / DVD+R / DVD+RW, Audio CD / CD-R/ CD-RW, DivX, DivX HD, MKV, AVCHD, M4V, FLV, 3GP, MP4, MOV, VOB, WMV, MP3, WMA, AAC, FLAC